# 松井善之助
松井 善之助（まつい ぜんのすけ、1926年2月1日 - 1996年11月1日）は、日本の経営者。
昭和電線電纜社長を務めた。神奈川県出身。

## 経歴
1953年に東京工業大学機械工学科を卒業し、同年に昭和電線電纜に入社。1980年に取締役に就任し、1984年7月に常務を経て、1988年6月には社長に就任。1992年6月には会長に就任。
1992年11月に藍綬褒章を受章。
1996年11月1日急性心不全のために死去。70歳没。